# Basa István (színművész)
Basa István névvariáns Bassa István (Budapest, 1956. február 9. – 2018. október 16. vagy előtte) magyar színész, bábszínész.

## Életpályája
Édesapja: Basa György, édesanyja: Darás Léna, mindketten színészek voltak. 1974-től a kecskeméti Katona József Színházban kezdte pályáját. Színészi diplomáját 1980-ban kapta meg a Színház- és Filmművészeti Főiskolán, Kazán István és Versényi Ida osztályában. Egy évadot a Békés Megyei Jókai Színházban töltött. 1981-től a Veszprémi Petőfi Színház, 1983-tól az Arany János Színház tagja volt. 1990-től a debreceni Csokonai Színházban játszott. 1994-től 2005-ig a Budapest Bábszínházban szerepelt. Gitáron játszott és faszobrokat is készített.

## Fontosabb színházi szerepei
- Mészöly Miklós Bunker... tizedes
- Kálmán Imre: Montmartre-i ibolya... Florimond
- Molière: Scapin furfangjai... Szilveszter
- Molière: Nők iskolája... jegyző
- Weöres Sándor: A Holdbeli csónakos:... Idomeneus
- L. Frank Baum: Óz, a nagy varázsló... Gyáva oroszlán
- Keleti István: Pacsuli palota... Böffen Bódog
- Lionel Bart: Oliver... Bill Sikes
- Alexandr Vologyin: Krimi a kőkorban... A harc embere
- Brandon Thomas: Charley nénje... Charley Wykeham
- Lope de Vega: A kertész kutyája... Federico
- Zilahy Lajos: A tábornok... Hordóssy
- Dale Wasserman – Ken Kesey: Kakukkfészek... Fredericks
- Paavo Liski: Kalevala... első beszélő
- Parti Nagy Lajos: Ibusár... Talpighy gróf
- Várkonyi Mátyás – Miklós Tibor: Sztárcsinálók... Péter
- William Shakespeare: Julius Caesar... Decius; Lepidus

## Filmek, tv
- Szép maszkok (sorozat) Mia Mayo tévedése (1974)
- Kinek a törvénye? (1979)
- Barackvirág (1983)
- Higgyetek nekem! (1985)
- Szomszédok (sorozat) 16. és 17. rész (1987)...
- Eldorádó (1988)
- Alapképlet (1989)
- Tizenkilenc késszúrással (1991)
- Angyalbőrben (sorozat) Military-tours című rész (1991)